# Grease (film)
Grease este un film muzical din 1978, stabilit în anii 1950 și 1960, regizat de Randal Kleiser cu John Travolta și Olivia Newton-John. Bazat pe musicalul omonim din 1972 creat de Jim Jacobs și Warren Casey. Filmul a fost un succes răsunător și a cimentat cariera mai multor artiști (Travolta și Newton-John, Stockard Channing, Jeff Conaway și a unor personaje secundare ca actorul Lorenzo Lamas).
Musicalul spune povestea de dragoste a rebelului Danny Zuko (John Travolta) și a nevinovatei Sandy Olsson (Olivia Newton-John). Ambii se cunosc în timpul verii iar la despărțire nici unul mai credeau că se vor revede. Dar ei au greșit: atunci când ea decide să se înscrie la aceeași școală ca prietena ei Frenchy (Didi Conn) ultimul lucru la care se aștepta era să devină colega lui Danny, co-lider rebel al găștii T-Birds.

## Premii
- Nominalizare la Oscar în anul 1978 pentru cel mai bun cântec "fără speranță Devotat" (compusă de John Farrar).

- Pentru nominalizările la globul de Aur în anul 1978 pentru cel mai bun film (muzical sau comedie), cel mai bun actor (muzical sau comedie) (John Travolta), cea mai bună actriță (musical sau comedie) (Olivia Newton-John), cel mai bun cântec original ("Tu ești cel pe care vreau" de John Farrar , și "Grease" de Frankie Valli).

- Premiul pentru cel mai bun film la Golden Screen germană în 1979.

- Premiul pentru cel mai bun film muzical de la people ' s Choice Awards în 1978.

## Distributie
- John Travolta - Danny Zuko
- Olivia Newton-John - Sandy Olsen
- Stockard Channing - Betty Alexander Rizzo
- Jeff Conaway - Kenickie
- Barry Pearl - Doody
- Michael Tucci - Sonny
- Kelly Ward - Roger "Putzie"
- Didi Conn - Frenchy
- Jamie Donnelly - Jan
- Dinah Manoff - Marty Maraschino
- Eve Arden - Directorul McGee
- Frankie Avalon - îngerul păzitor
- Joan Loan - Violeta
- Edd Byrnes - Vince Fontaine
- Sid Caesar - Antrenor Calhoum
- Alice Ghostley - Doamna Murdock
- Dody Goodman - Blanche
- Sha-Na-Na - Johnny Casino & Jucatori
- Susan Buckner - Patty Simcox
- Lorenzo Lamas - Tom Chisum
- Fannie Flagg - Asistenta Wilkins
- Dick Patterson - Sr. Rudie
- Eddie Deezen - Eugene Felnic
- Darrell Zwerling - Dl Lynch
- Annette Charles - Cha Cha DiGregorio
- Dennis Cleveland Stewart - Leo Kapinski